# Фердинанд Амелен
Фердинанд-Альфонс Амелен (2 вересня 1796 — 10 січня 1864) — французький адмірал, народився в Пон-л'Евек, Нормандія. Він був племінником Жака Фелікса Еммануеля Амелена, успішного контр-адмірала французького флоту наполеонівської епохи.

## Рання кар'єра
Амелен вийшов у море в 1806 році юнгою зі своїм дядьком, Жаком Феліксом Еммануелем Амеленом, на фрегаті «Венера» в епоху Наполеона та Французької імперії. «Венера» входила до складу французької ескадри в Індійському океані під час Маврикійської кампанії 1809—1811 років, і молодий Амелен мав можливість побачити багато активної служби. Вона, разом з іншим і меншим судном, захопила англійський фрегат «Цейлон» у 1810 році, але одразу після цього була захоплена сама «Боадіцеєю» під командуванням коммодора Джосії Роулі (1765—1842). Молодий Амелен був військовополоненим протягом короткого часу.

## Кар'єра після падіння Першої Французької імперії
Він повернувся до Франції в 1811 році. Після падіння Імперії йому пощастило більше, ніж більшості наполеонівських офіцерів, яких звільнили з флоту. У 1821 році він став лейтенантом, а в 1823 році брав участь у французькій експедиції під командуванням герцога Ангулемського до Іспанії. У 1828 році він був призначений капітаном «Актеона» і був задіяний до 1831 року на узбережжі Алжиру та в завоюванні міста та країни. Його перше командування як флаг-офіцера було на Тихому океані, де він проявив велику тактовність під час суперечки щодо Маркізьких островів з Англією в 1844 році.
Він був підвищений до віце-адмірала в 1848 році. Під час Кримської війни він командував у Чорному морі та співпрацював з адміралом Дандасом під час бомбардування Севастополя 17 жовтня 1854 року. Його стосунки з англійським колегою були не дуже сердечними. 7 грудня 1854 року він був підвищений до адмірала. Незабаром після цього його відкликали до Франції і призначили міністром морського флоту.
Його управління тривало до 1860 року і було відзначено експедиціями до Італії та Китаю, організованими під його керівництвом; але воно було ще більш помітним завдяки енергії, проявленій у прийнятті та розвитку використання броні. Спуск на воду «Глуар» у 1859 році став прикладом будівництва морських броненосців. Коли Наполеон III пішов на першу поступку ліберальній опозиції, адмірал Амелен був одним із принесених в жертву міністрів. Він більше не обіймав жодних командних посад і помер 10 січня 1864 року.